# Gurten
Gurten è un comune austriaco di 1 164 abitanti nel distretto di Ried im Innkreis, in Alta Austria.